# Iglesia de Santa Olalla (Puebla de la Reina)
La  iglesia de Santa Olalla es un templo católico situado en la localidad española de Puebla de la Reina, perteneciente a la provincia de Badajoz, en la comunidad autónoma de Extremadura.

## Características
La iglesia de Santa Olalla es una notable edificación relacionable cronológica y estilísticamente con obras de un entorno próximo, como son las parroquiales de Alange, Palomas y Hornachos. El templo se adscribe al estilo gótico-mudéjar en su mayor parte, con algunos añadidos renacentistas. La construcción se inicia en el siglo XV y concluye en el siglo XVI. Según Pilar Mogollón Cano-Cortés (El mudéjar en Extremadura, Institución cultural «El Brocense», Cáceres, 1987), las obras comienzan en 1494 por el ábside, y continúan por la nave, siendo muy activas las mismas en torno a 1515. Según esta misma autora la obra debió de terminarse en el primer cuarto del siglo XVI. Sin embargo, en torno a 1575 se reemplazó la cabecera original por la actual.
La iglesia es de una sola nave construida mediante muros de mampostería y verdugadas de ladrillo, utilizándose también el ladrillo en las esquinas, contrafuertes, vanos y bóvedas. La nave, muy espaciosa, está formada por dos tramos separados por arcos de medio punto, con bóvedas de crucería de ladrillo que apoyan sobre pilares adosados a las paredes laterales, con contrafuertes exteriores y pequeñas ventanas abocinadas en cada tramo. La cabecera tiene forma poligonal cubierta por bóveda estrellada, con menor altura que el resto de la nave. Exteriormente su elemento más destacable es la torre-campanario, la cual se sitúa a los pies del templo y data cronológicamente del primer cuarto del siglo XVI. La torre es una obra mudéjar muy elaborada en la que se localiza la portada principal.
Elementos destacados son las puertas de acceso y, sobre todo, la torre. En las fachadas son visibles los contrafuertes, las ventanas abocinadas y, como elemento decorativo en la parte superior de los muros, un friso formando rombos, y una crestería de almenas escalonadas, ambos realizados con ladrillo. Debajo del friso son visibles restos de pinturas murales de tipo geométrico.
La sacristía se localiza en la fachada sur adosada a la cabecera. Esta cubierta por dos tramos de bóveda de crucería con decoración en las claves. Una ventana exterior de ésta presenta una reja de forja de interés. Respecto al interior, es necesario señalar que gran parte del patrimonio de la iglesia desapareció debido a daños causados por los incendios de los socialistas y comunistas durante la guerra civil. Por eso gran parte de los retablos y de la imaginería son de escayola del siglo XX.
El templo fue declarado bien de interés cultural en la categoría de monumento el 30 de septiembre de 2014.
Pertenece a la diócesis de Mérida-Badajoz.